# Ludwik Karaffa-Korbut

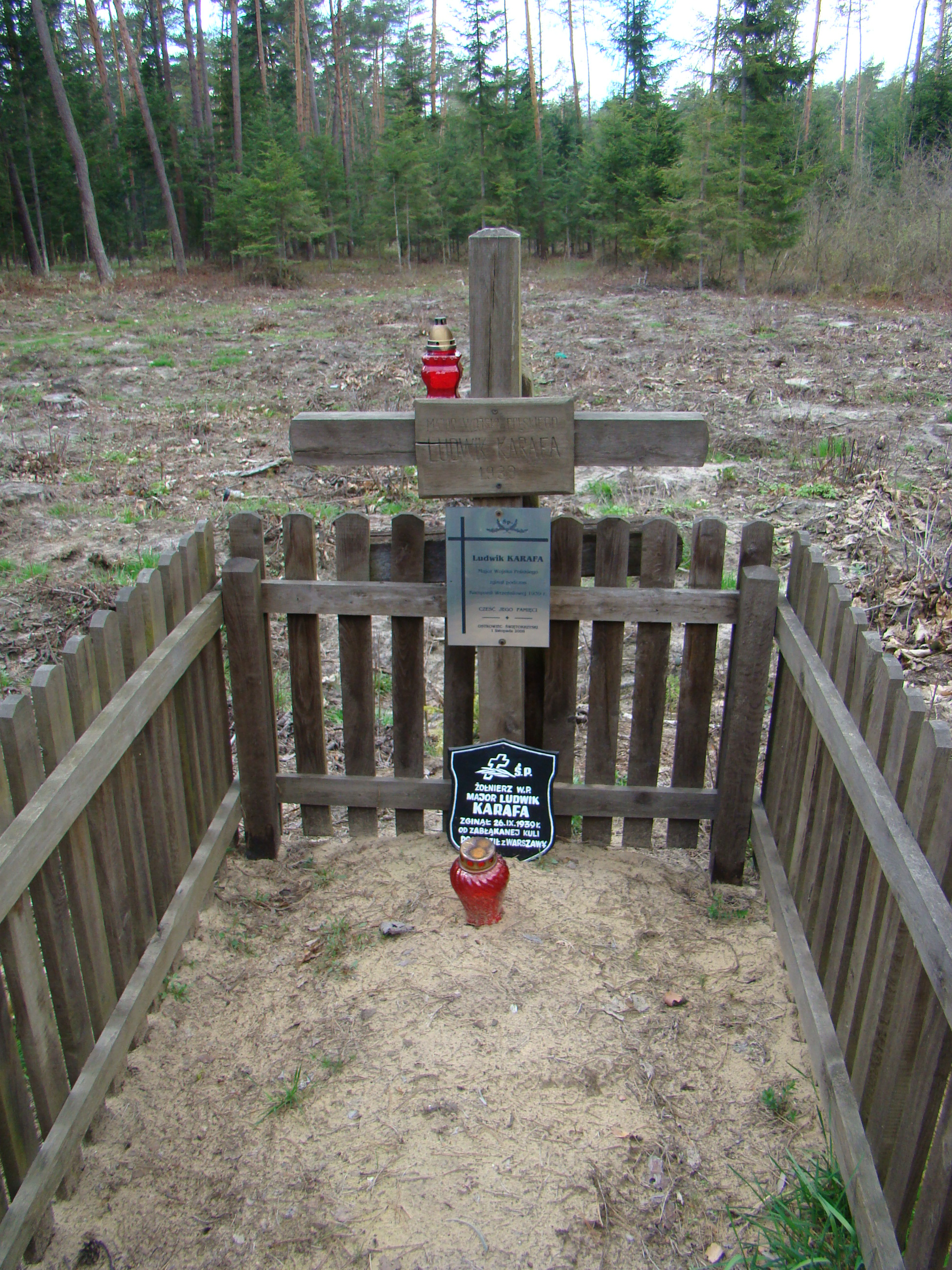
Mogiła majora Karaffy-Korbuta

Ludwik Karaffa-Korbut (ur. 14 maja 1895 w Sewerynach, zm. 8/9 września 1939 pod Iłżą) – major piechoty Wojska Polskiego.

## Życiorys
Urodził się 1 lub 14 maja 1895 w Sewerynach, w powiecie słuckim, jako syn Józefa. Ukończył szkołę średnią. Podczas I wojny światowej służył w szeregach Armii Imperium Rosyjskiego, a od listopada 1917 w I Korpusie Polskim w Rosji. Po odzyskaniu przez Polskę niepodległości został przyjęty do Wojska Polskiego. Awansowany kolejno do stopnia podporucznika i porucznika. Uczestniczył w wojnie polsko-bolszewickiej. Został awansowany do stopnia kapitana piechoty ze starszeństwem z dniem 1 czerwca 1919. Na przełomie lat 20./30. był oficerem 19 pułku piechoty we Lwowie. Został awansowany do stopnia majora piechoty ze starszeństwem z dniem 1 stycznia 1930. W marcu 1930 został wyznaczony na stanowisko obwodowego komendanta Przysposobienia Wojskowego. W marcu 1932 został przeniesiony do 64 pułku piechoty w Grudziądzu na stanowisko dowódcy batalionu. Później został przesunięty na stanowisko II zastępcy dowódcy pułku (kwatermistrza).
Po wybuchu II wojny światowej podczas kampanii wrześniowej był dowódcą batalionu marszowego z nadwyżek 64 pułku piechoty, działającego w ramach pułku ppłk. Tadeusza Knoppa, w strukturze podgrupy „Radom” w składzie Grupy „Kielce”. Wraz z dowodzoną jednostką przebył szlak do Radomia. W nocy 8/9 września 1939 poległ pod Iłżą. Został pochowany na cmentarzu wojennym w Iłży.

## Ordery i odznaczenia
- Krzyż Walecznych (dwukrotnie)[8][3]
- Złoty Krzyż Zasługi (19 marca 1935)[14][15]
- Srebrny Krzyż Zasługi (10 listopada 1928)[16][3]
- Oficer Orderu Korony Rumunii (Rumunia)[8]
- Medal Zwycięstwa (Médaille Interalliée)[8]